# Scaptodrosophila lambi
Scaptodrosophila lambi är en tvåvingeart som först beskrevs av Oswald Duda 1940.  Scaptodrosophila lambi ingår i släktet Scaptodrosophila och familjen daggflugor.
Artens utbredningsområde är Seychellerna. Inga underarter finns listade i Catalogue of Life.